# 小林太三
小林 太三（こばやし たぞう、1936年5月27日 - ）は、日本のモデルガンデザイナー（トイガンデザイナー）。タニオ・コバ社長。
モデルガン界では六人部登と並ぶ偉人。そして両者は交流もあった仲。
実銃を再現することよりもトイガンとして実際に動かして遊べること重視して作られた作品がファンに評価されている。
モデルガン独自アクションとして開発した指アクション（スライドアクションとも称す）は通称タニオアクションと命名され、もっともポピュラーな名称となった。徹底的に作動に拘り、実銃のメカニズムをデフォルメする作品は時に『小林メカ』と呼ばれ、リアルさと引き換えに高い作動性を持つのが特徴である。

## 来歴
奈良県にある代々続く饅頭屋の息子として生まれる（本人曰く、13代目当主に当たるらしいが後を継がなかったので饅頭屋は廃業している）。商業デザイナーとして大阪で就職。趣味で演劇などの小道具用の銃器を製作していた。
しかし、映画好きだった小林にとって、当時のMGCの銃器に関する説明があまりにいい加減だった事に腹を立て「ただ物を売るだけならいいけど、本物を知っている人に売るのなら許せない」と抗議文と自作の木製拳銃模型（しかもブリキで作った弾倉が抜ける）を送った。
そこで「それならお前が作ってみろ」と、MGC創設者・神保勉に見出され就職。
小林が目指したのは「自分は鉄砲は銃身から後ろ。むしろ銃身なんかなくていい」と言う、いわゆるブローバック（自動拳銃の排莢）をめざした。
映画で見た小気味よい自動拳銃の排莢を好んだが、当時の日本の紙火薬では望めない。そこで引き金を引くだけで薬莢が排出されるモデルガンを作った。後世「タニオアクション（当時はダブルアクション・スライドアクション・指アクション）」と呼ばれ、当時購入した人は「これが実銃の動きなんだ」と勘違いする物であった。
その後、本格的に火薬の力で実銃どおりに排莢するモデルガンを作った。これは近くの工事現場のディーゼルハンマーがヒントになったと言う。
MGC製モデルガン設計開発の後、タニオ・コバ設立。フリーのモデルガンデザイナーとなる。

## 年表
- 1936年 - 奈良県奈良市に生まれる。
- 19??年 - 大阪のデザイン会社に入社。
- 1961年 - 上京し、MGC入社。
- 1991年 - MGCから独立。タニオ・コバ設立。

## 著作
- ビジェール（MGC）